# Amlaíb mac Sitriuc
 Amlaíb mac Sitriuc     (ou  en  vieux-norrois: Óláfr)   (mort en 1034)  est prince Hiberno-Gaël  issu de la dynastie du royaume de Dublin.

## Origine
Óláfr/Amlaíb est le fils du roi  Sigtryggr Silkiskegg  et de Slainé  une fille de Brian Boru.
Vraisemblablement considéré comme l'héritier de son père, Amlaíb/Óláfr est capturé  en 1029, par Mathgamain ua Ricáin roi de Brega. Pour qu'il soit libéré  Sigtryggr  doit verser une rançon considérable détaillée dans les chroniques d'Irlande, comprenant notamment: 1.200 vaches, 120 chevaux gallois, 60 onces d'or et 60 onces d'argent pur. Óláfr meurt tué par les  Saxons sur le chemin  de Rome lors d'un pèlerinage en 1034.

## Règne?
Selon l'Historia Gruffud vab Kenan, un fils de Sitriuc nommé Amlaíb est le grand-père du roi de Gwynedd Gruffudd ap Cynan. Si cette source est crédible, Amlaíb détient un pouvoir royal sur le royaume des Rhinns et le Galloway entre autres endroits. Le texte fait une distinction explicite entre Rhinns et Galloway, les considérant comme des territoires séparés.

## Union et postérité
Olaf avait épousé  Maelcorcaig ingen Dúnlaing mac Tuathal fille d'un roi de Leinster le couple ne laisse qu'une descendante connue.
- Ragnhildr (gallois: Radnaillt), qui devient l'épouse à Dublin du prince gallois exilé Cynan ap Iago  leur fils Gruffydd ap Cynan s'imposera comme roi de Gwynedd après de longues luttes (1075, 1081 et 1094) dans lesquelles il bénéficie de l'appui de ses parents  irlandais et vikings.

les informations sur l'identité et la  parenté de l'épouse de Cynan se trouvent uniquement dans le Cogadh Gaedhel re Gallaibh (« Guerre des Gaedhil avec les Étrangers »).

## Sources
- (en) « The Annals of Tigernach », sur CELT : The Corpus of Electronic Texts, University College Cork, 2010 (consulté le 7 mai 2025)
- (en) « Annals of Tigernach », sur CELT : The Corpus of Electronic Texts, University College Cork, 2005 (consulté le 7 mai 2025)
- (ga) « Bodleian Library MS. Rawl. B. 488 », University of Oxford, 1500 (consulté le 8 mai 2025)
- (en) C Downham, Viking Kings of Britain and Ireland : The Dynasty of Ívarr to A.D. 1014, Édimbourg, Dunedin Academic Press, 2007, 338 p. (ISBN 978-1-903765-89-0)
- (en) S Duffy, « Irishmen and Islesmen in the Kingdoms of Dublin and Man, 1052–1171 », Ériu, vol. 43,‎ 1992, p. 93–133 (ISSN 0332-0758, e-ISSN 2009-0056, JSTOR 30007421)
- (en) C Etchingham, « North Wales, Ireland and the Isles: the Insular Viking Zone », Peritia, vol. 15,‎ 2001, p. 145–187 (ISSN 0332-1592, e-ISSN 2034-6506, DOI 10.1484/J.Peri.3.434)
- (en) Daniel Simon Evans, « A Mediaeval Prince of Wales: The Life of Gruffudd Ap Cynan », Llanerch Enterprises, 1990 (consulté le 8 mai 2025)
- (en) A Forte, RD Oram et F Pedersen, Viking Empires, Cambridge, Cambridge University Press, 2005 (ISBN 978-0-521-82992-2)
- (en) Benjamin Hudson, Viking pirates and Christian princes: dynasty, religion, and empire in the North Atlantic (Illustrated ed.). United States: Oxford University Press 2005 . (ISBN 0-19-516237-4),  (ISBN 978-0-19-516237-0)
- (en) Arthur Jones, « The history of Gruffydd ap Cynan; the Welsh text », 1910 (consulté le 8 mai 2025)
- (en) RD Oram, The Lordship of Galloway, Edinburgh, John Donald, 2000 (ISBN 0 85976 541 5)
- (en) Patricia Williams, Historical Texts From Medieval Wales, Modern Humanities Research Association, 2012 (ISBN 978-1-907322-60-0)